# Col de Valberg
Le col de Valberg est un col de montagne situé dans le sud des Alpes en France. Il se trouve à 1 672 mètres d'altitude dans le Nord du département des Alpes-Maritimes.

## Cyclisme
Il a été franchi lors de la 9e étape de l'édition 1973 du Tour de France et classé en 2e catégorie, avec un passage en tête de l'Espagnol Pedro Torres.